# SameGame
SameGame (鮫亀 Samegame?) es un videojuego de lógica desarrollado por Red, Amccus, Birthday y Shimada Kikaku y publicado por Hudson Soft, que fue lanzado para Super Famicom en 1996 y Game Boy en 1997.

## Personajes
Representando a los personajes de Hudson Soft:
- Bonk (de Bonk's Adventure)
- Bomberman (de Bomberman)
- Kupikupi, Poyan y Babubabu (de Kaijuu Monogatari)
- Momotaro (de Momotaro Densetsu)

- Datos: Q224905
- Multimedia: SameGame / Q224905